# Pherusa coronata
Pherusa coronata är en ringmaskart som först beskrevs av Ehlers 1908.  Pherusa coronata ingår i släktet Pherusa och familjen Flabelligeridae. Inga underarter finns listade i Catalogue of Life.